# Plicatolamna semiplicatus
Plicatolamna
Genre
Espèce
Plicatolamna semiplicatus est une espèce fossile de requins de la famille des Cretoxyrhinidae, la seule du genre fossile Plicatolamna. Il s'agit d'une espèce proche des roussettes.

## Classification
L'espèce Plicatolamna semiplicatus est décrite par le paléontologue suisse et américain Louis Agassiz (1807-1873) en 1843.
Le genre Plicatolamna est décrit par Herman en 1975.

### Synonymes
Lamna cf. semiplicata, Lamna semiplicata, Plicatolamna semiplicata[réf. nécessaire].. 

### Fossiles
Selon Paleobiology Database en 2023, trois collections de fossiles sont référencées, du Crétacé, deux au Liban et une au Japon.